# Luptă cu pistoale
Spectre of the Gun este un episod din sezonul al III-lea al serialului original Star Trek. A avut premiera la 25 octombrie 1968.

## Prezentare
Ca pedeapsă pentru că au pătruns fără permisiune pe o planetă extraterestră, căpitanul Kirk și însoțitorii săi sunt forțați să joace într-o reconstituire a faimosului duel de la O.K. Corral, în care ei au rolul învinșilor.